# Дом Ковалёва (Азов)
Дом Ковалёва — объект культурного наследия регионального значения в городе Азове Ростовской области, располагается на Московской улице, 23. Охраняется законом согласно Решению № 301 от 18.11.1992 года.

## История
В 1912 году в городе Азове Ростовской области был построен двухэтажный дом по Московской улице, 23. Дом располагался напротив музея, его собственником и основателем был Г. И. Ковалёв. Сразу после постройки в доме разместился универсальный технический магазин Г. И. Ковалёва, в котором горожане могли приобрести разные виды товаров: электрические лампы, мясорубки, граммофоны, часы настенные, часы карманные, брезентовые мешки, велосипеды, швейные машинки и кофейные мельнички, пластинки. Подвал своего дома Г. И. Ковалёв отвел под погреб русских вин, а при самом магазине начала функционировать слесарно-механическая мастерская. Это здание в разные периоды своего существования принадлежало городским учреждениям: был отдел ЗАГСа, располагались помещения торгово-складского характера, работала районная сберегательная касса и госстрах СССР. Дом Ковалёва — одна из немногих достопримечательностей города, которая сохранилась во времена Великой Отечественной войны.

## Описание
Архитектура дома Ковалёва характеризуется высокими потолками, окнами больших размеров, балконами, которые украшают кованные узоры. Покрытие крыши сделано в форме луковичной главы.

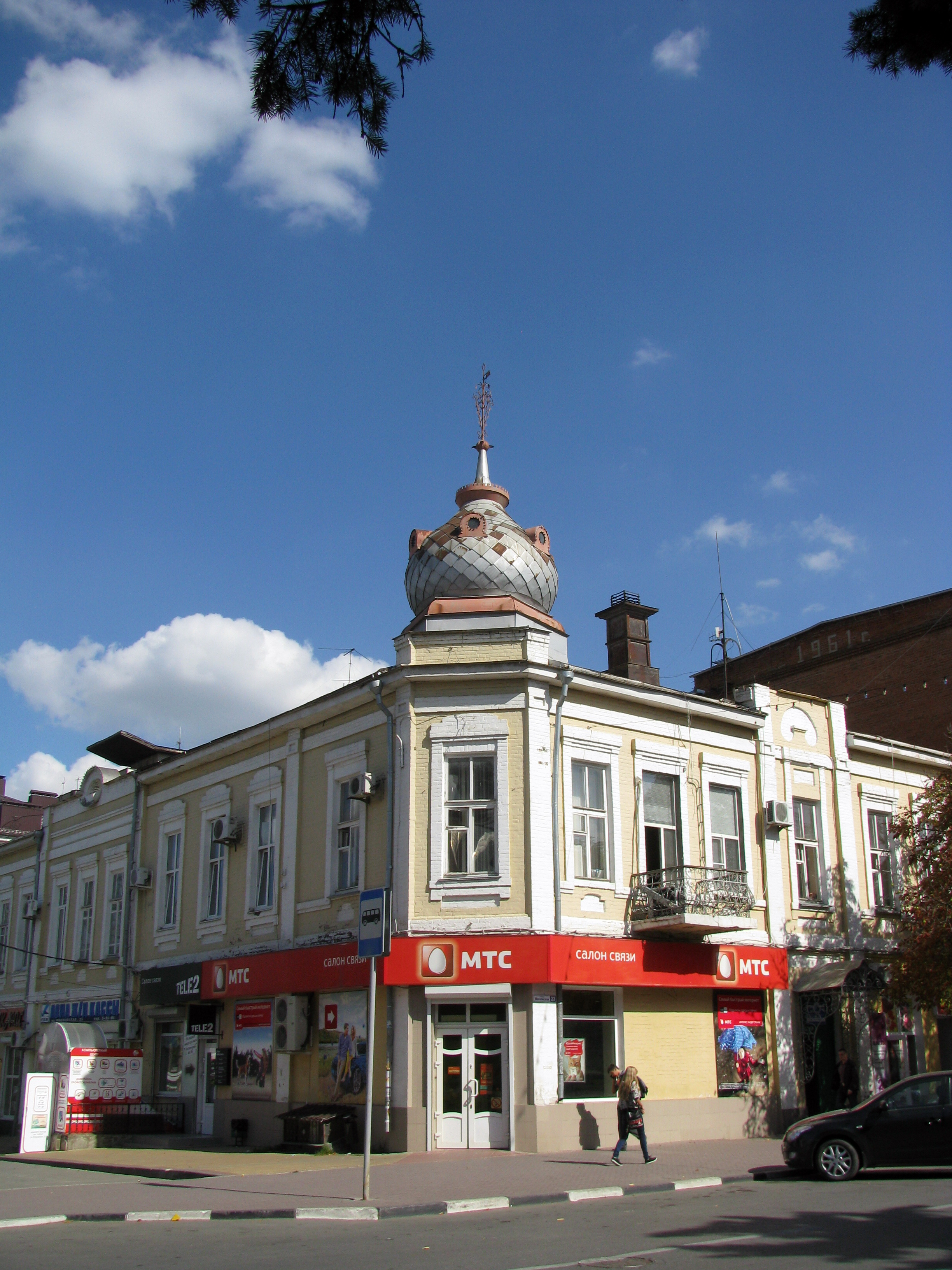
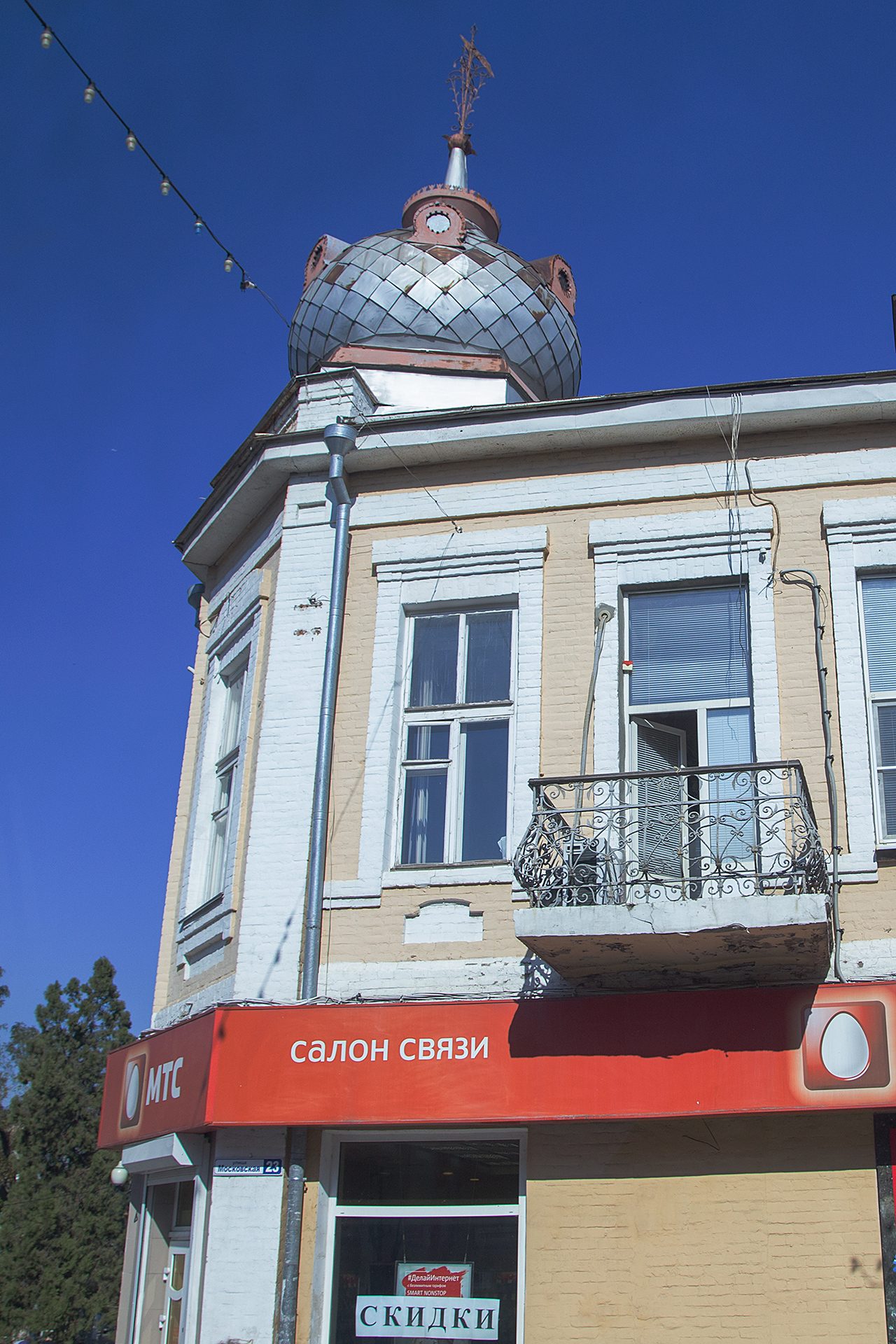